# Mantidactylus mocquardi
Espèce
Statut de conservation UICN

 LC  : Préoccupation mineure
Mantidactylus mocquardi est une espèce d'amphibiens de la famille des Mantellidae.

## Taxinomie
Selon Franco Andreone, ce taxon et Mantidactylus femoralis, dont il est très proche, pourraient former un complexe de plusieurs espèces.

## Répartition

Aire de répartition de Mantidactylus mocquardi.

Cette espèce est endémique de Madagascar. Elle se rencontre du niveau de la mer jusqu'à 2 500 m d'altitude dans un large territoire dans l'est de l'île.

## Étymologie
Cette espèce est nommée en l'honneur de François Mocquard.

## Publication originale
- Angel, 1929 : Matériaux de la Mission G. Petit à Madagascar. Description de trois batraciens nouveaux appartenant aux genres Mantidactylus et Gephyromantis. Bulletin du Museum National d'Histoire Naturelle, sér. 2, vol. 1, p. 358-362.